# D-Heart
D-Heart è un'azienda tecnologica italiana specializzata in prodotti per il monitoraggio della salute cardiaca. È stata fondata da Niccolò Maurizi e Nicolò Briante a metà del 2015.

## Storia
L'azienda D-Heart nasce nel 2015 da Niccolò Maurizi e Nicolò Briante incontratisi nell’ambiente interdisciplinare dell’Almo Collegio Borromeo a Pavia. Maurizi, giovane medico ricercatore in cardiologia all’Università di Firenze, ha provato sulla sua pelle le vere necessità e i bisogni dei pazienti cardiopatici, dal momento che è stato colpito da un infarto all’età di 15 anni.
Nel 2016 D-Heart viene scelto come argomento per il TedX Crocetta e per il Digital Summit organizzato dalla società di consulenza Ernst & Young a Capri. Nel 2017 è menzionata tra le migliori soluzioni insurance tech dalla società di consulenza Accenture.
Ad Aprile 2023 la società è stata acquistata dal gruppo medicale americano Strena Medical con sede a Miami diventando la divisione del gruppo specializzata in homecare e telemedicina.

## Prodotti

### D-Heart ECG

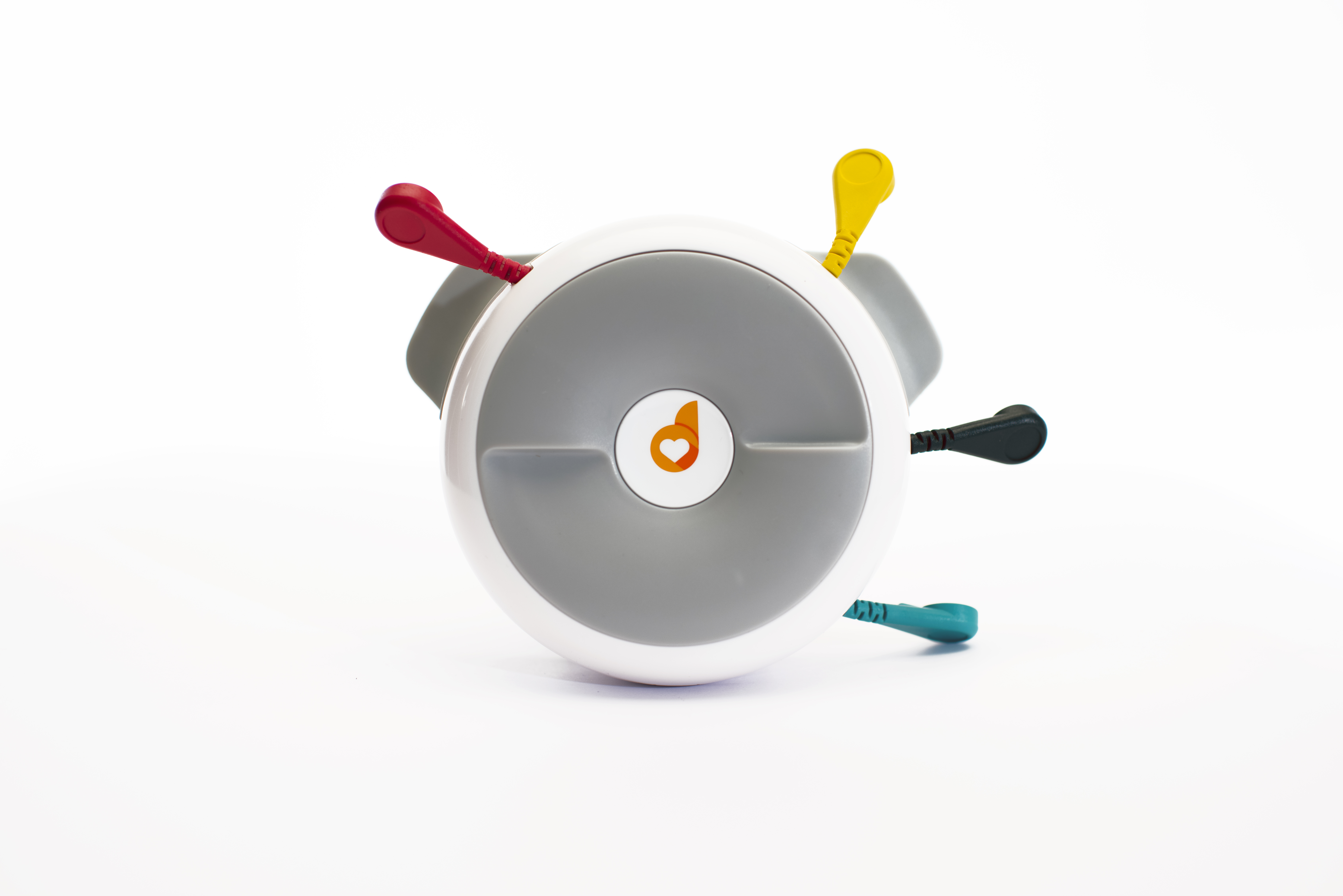
D-Heart ECG monitor bluetooth per smartphone e tablet.

Il primo prodotto D-Heart ECG: è un elettrocardiografo di livello ospedaliero a 8 e 12 canali bluetooth che si collega con smartphone e tablet Ios e Android. Consente a chiunque di eseguire un ECG di livello ospedaliero in totale autonomia e di inviare i risultati al servizio di telecardiologia operativo 24/7 o al proprio medico di fiducia grazie alla rete mobile.
Ha ricevuto il marchio CE a marzo 2018 ed è diventato disponibile per la vendita in Europa da aprile 2018.
D-Heart ECG ha ricevuto il Red Dot Design Award a luglio 2018, l'ADI Index Award a novembre 2018 e il Premio Compasso d'oro a settembre 2020.